# Julie Munday
Julie Anne Munday es una deportista británica que compitió en bádminton para Inglaterra. Ganó una medalla de plata en el Campeonato Europeo de Bádminton de 1988, en la prueba de dobles.

## Palmarés internacional
| Representando a Inglaterra |                        |                  |        |
| Campeonato Europeo         |                        |                  |        |
| Año                        | Lugar                  | Medalla          | Prueba |
| 1988                       | Kristiansand (Noruega) | Medalla de plata | Dobles |